# Kozmerice
Kozmerice – wieś w Słowenii, w gminie Tolmin. W 2018 roku liczyła 20 mieszkańców.